# ار. دوپار
ار. دوپار (فرانسوی: R. Duparc‎؛ زادهٔ ۱۸۸۰ - درگذشته نامشخص) بازیکن فوتبال اهل فرانسه بود.